# Fabienne Kohlmann
Fabienne Kohlmann, född 9 november 1989 i Würzburg, Tyskland, är en tysk friidrottare. Hennes huvudgren är 400 meter häck, men hon tävlar även på 400 meter och 800 meter. Hennes största framgångar är första platsen vid Ungdoms-EM i Hengelo 2007 på 400 meter häck och 4 x 400 meter , andra platsen på 4 x 400 meter vid Europamästerskapen i friidrott 2010 och femte platsen vid Världsmästerskapen i friidrott 2009 på samma grenet.

## Personliga rekord
- 400 meter: 52,30 Sekunden, Regensburg (2010)
- 800 meter: 2:00,72 Minuten, Dessau (2010)
- 400 meter häck: 55,49 Sekunden, Barcelona (2010)[4]